# Emisfero continentale ed emisfero oceanico

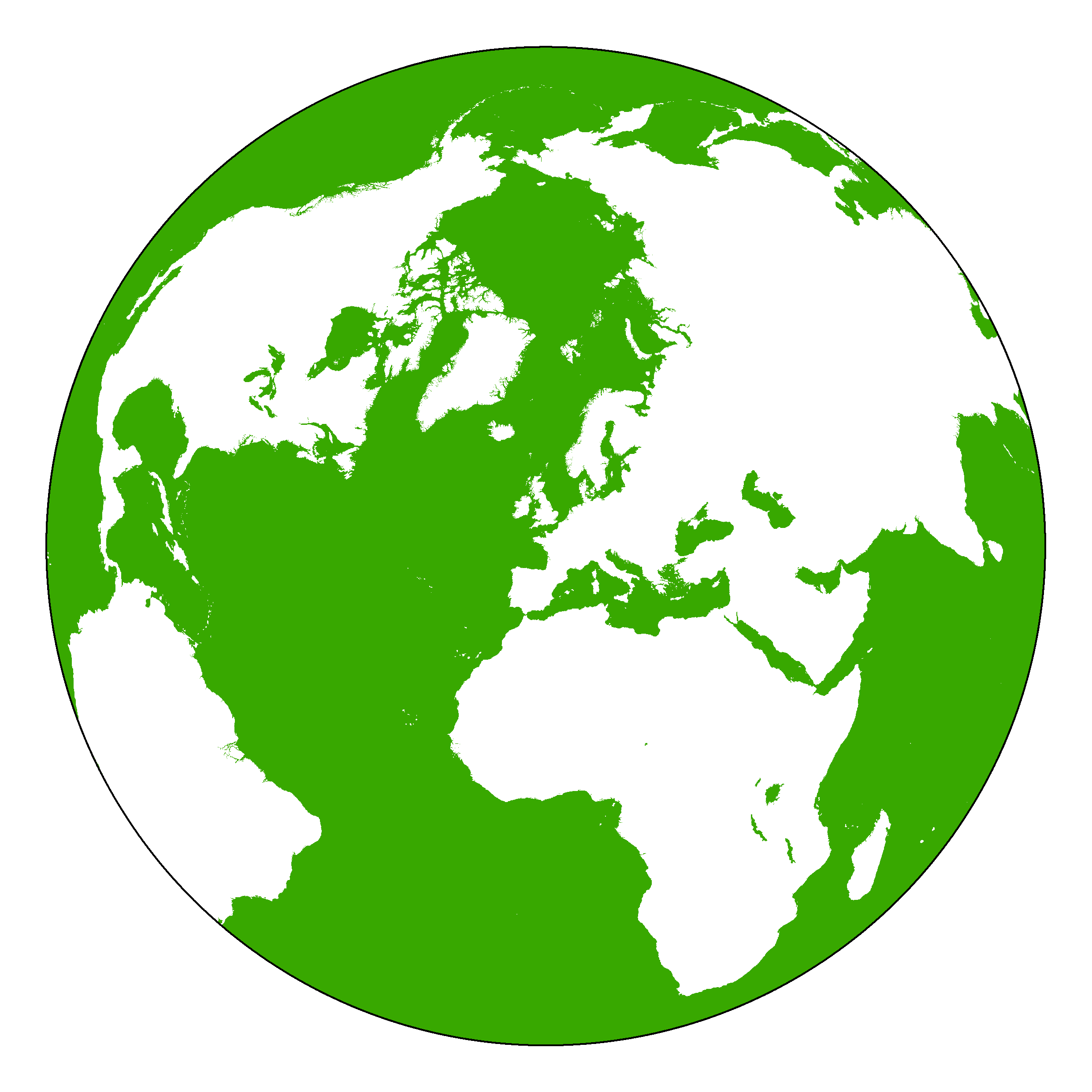
L'emisfero continentale

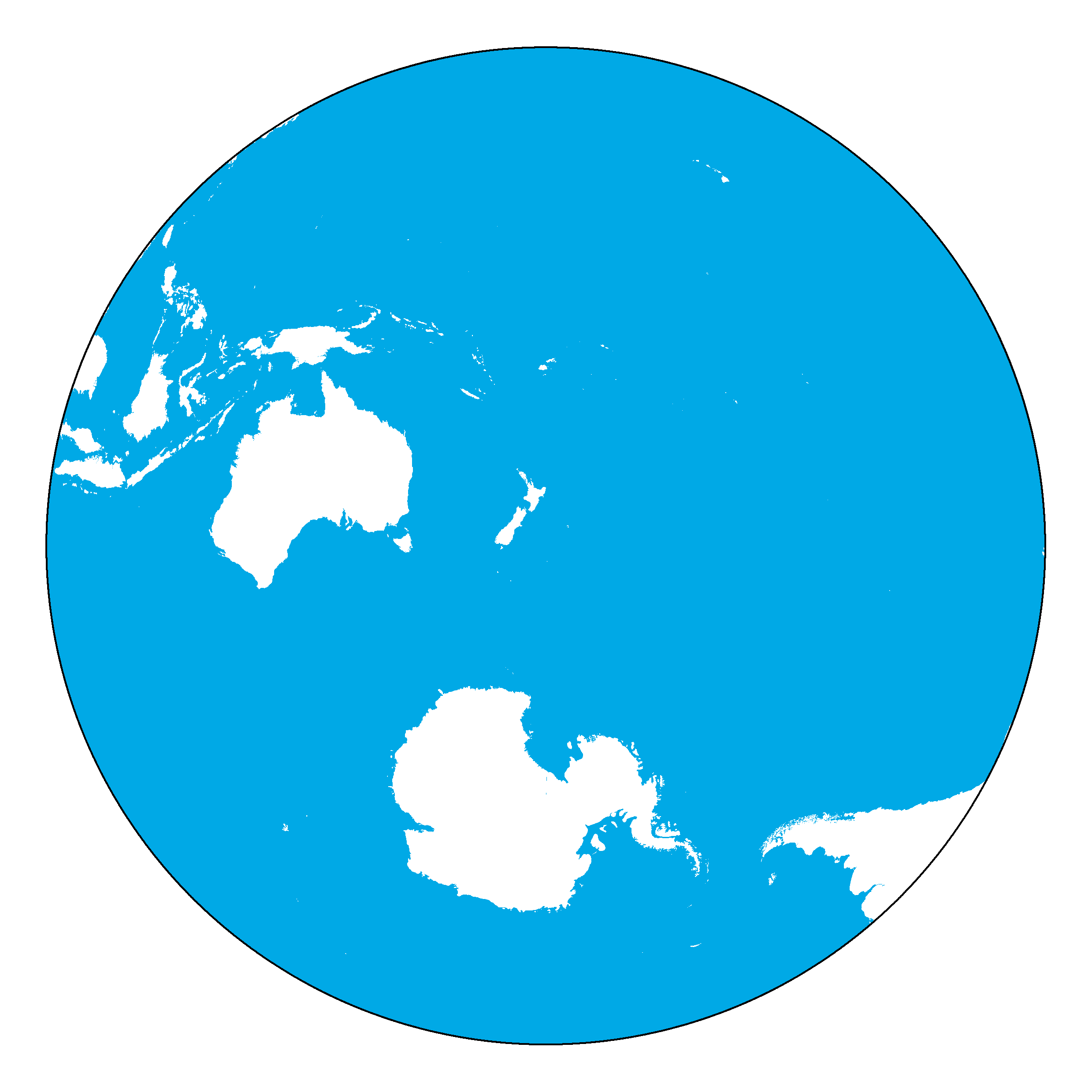
L'emisfero oceanico

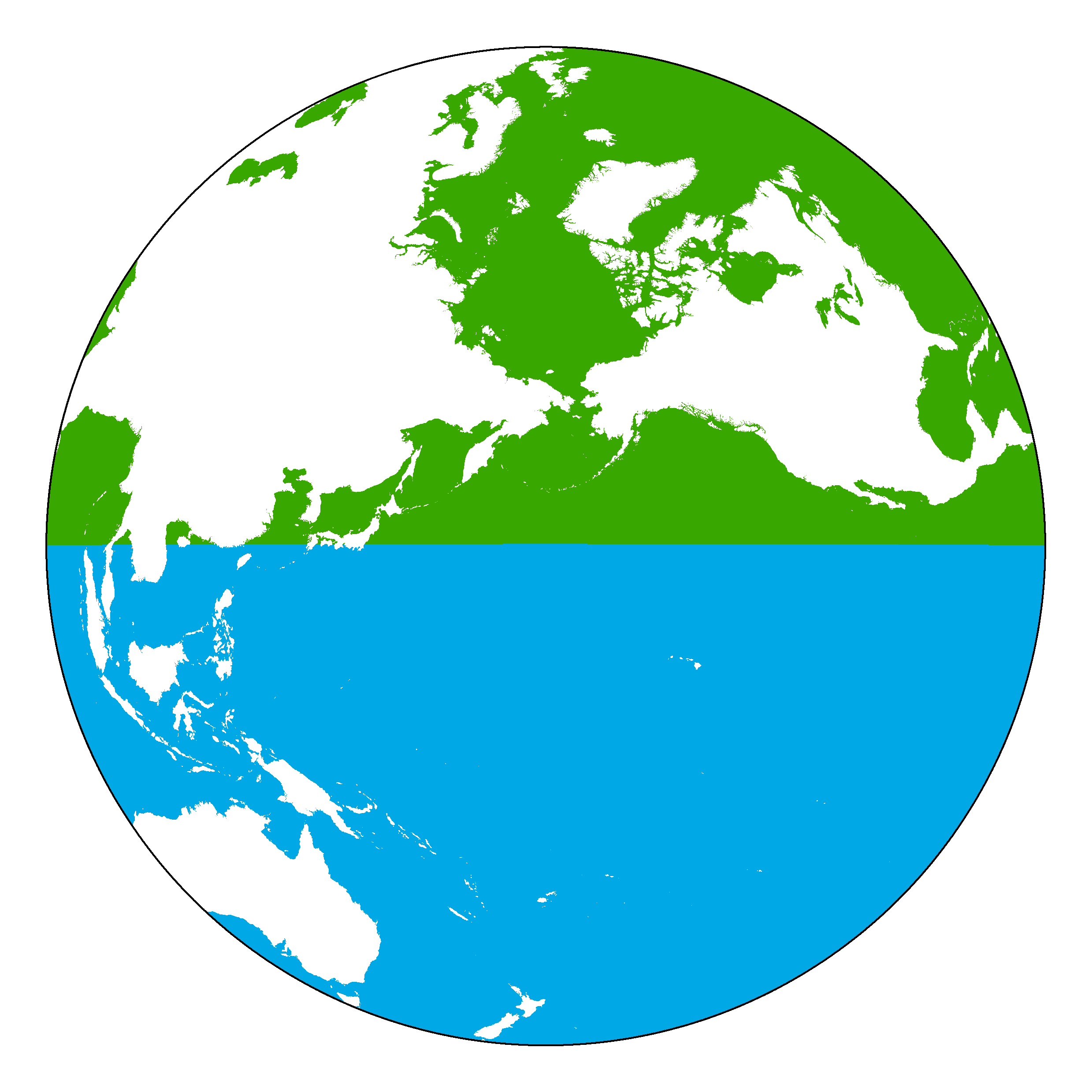
L'emisfero continentale in verde e l'emisfero oceanico in blu

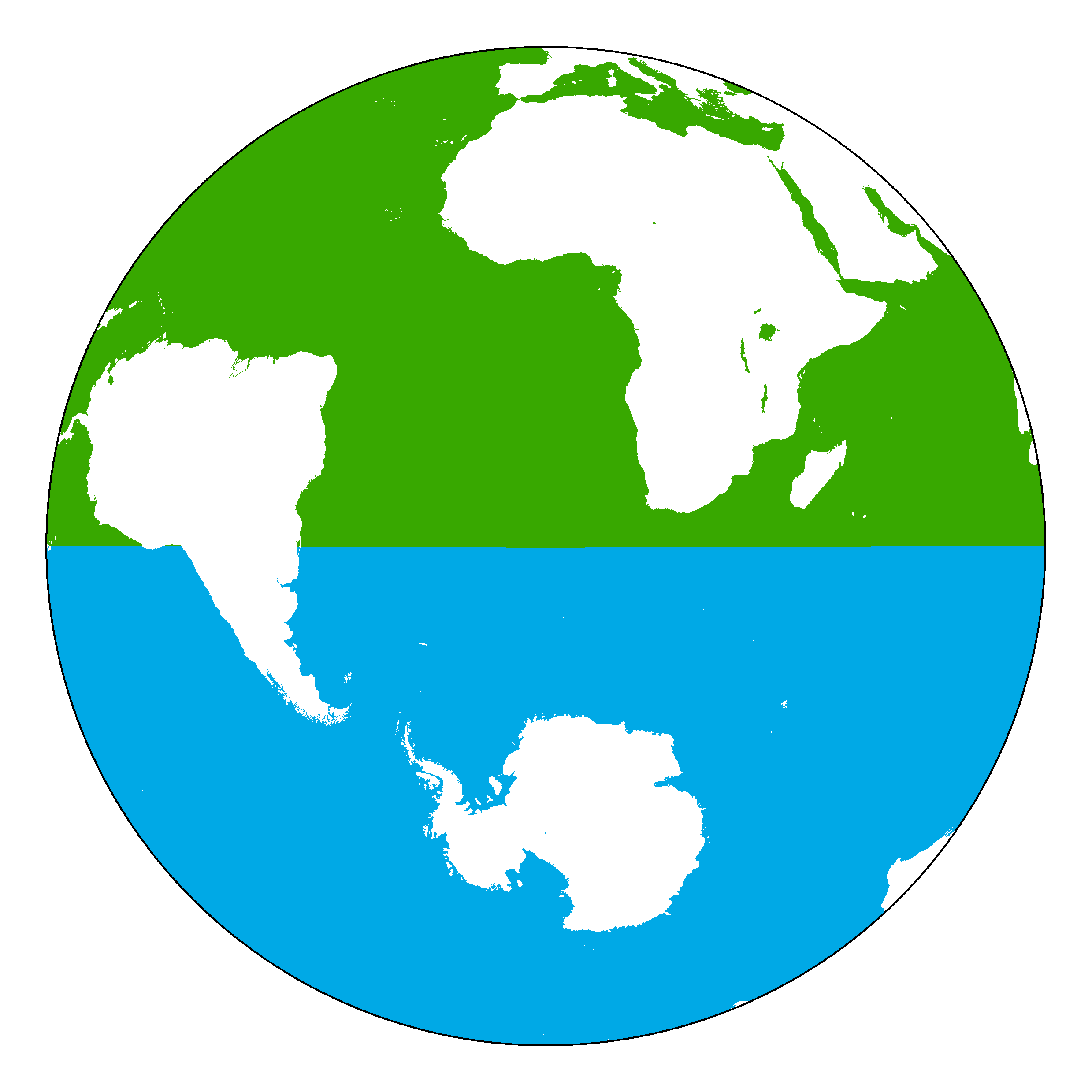
L'emisfero continentale in verde e l'emisfero oceanico in blu

Gli emisferi continentale e oceanico della Terra sono i due emisferi che contengono la maggiore area possibile di terre emerse e la minore rispettivamente. Per definizione i due emisferi non si sovrappongono.
Il centro dell'emisfero continentale è 47°13′N 1°32′W (nella città di Nantes, Francia).
Il centro dell'emisfero oceanico è agli antipodi e quindi si trova a 47°13′S 178°28′E vicino alle Isole Bounty in Nuova Zelanda nell'Oceano Pacifico
L'emisfero continentale ha quasi sette ottavi di tutte le terre emerse del pianeta e include l'Europa, l'Africa, il Nord America, quasi tutta l'Asia e la maggior parte del Sud America; ciò è ancor più notevole, considerando che più della metà della superficie dell'emisfero è occupata dalle acque.
L'emisfero oceanico include l'Australia, la Nuova Zelanda, l'Antartide, le Hawaii, Il sud-est asiatico e il cono sud dell'America. La superficie dell'emisfero è composta all'89% dall'acqua, al 6% da terre emerse e al 5% dalla calotta polare.